# 兰州晨报
兰州晨报是一份发行于中国甘肃省的报纸。
该报纸由甘肃日报社主办，于1996年10月15日试刊，而后于1997年1月1日正式创刊。其办报宗旨是“为市民服务，为都市服务，贴近生活，贴近社会。”
《兰州晨报》发行网络遍及兰州市各个区县，覆盖了甘肃全省14个地州市的86个县，并已在河西五地市及白银、天水等地建立了驻外工作站。
报纸从试刊、创刊时的8版、16版，逐步扩至24版、32版，现在缩版为周一至周五16版，周末8版。
2006年为止，日发行量达15万份，广告收入突破4000万元人民币，在全省报纸行业中位居第一。 
此报社2006年有21个部门，其中编采部门12个，编采人员114名，人员受教育程度70%在大专以上。

## 兰州晨报记者做假消息被开除
《兰州晨报》2006年4月4日第13版有一《垃圾场惊现儿童残肢》的新闻，被证明是假新闻。
《兰州晨报》的两位记者唐远知与鲁进峰在没有深入调查，弄清事实的情况下，主观臆断，把使用过的医学标本写成被碎尸、被煮熟的儿童残肢。报导中还以道听途说为依据，无中生有地加油添醋。
此举被认为对社会造成恶劣影响。最终两名记者被开除。